# Mattkniv

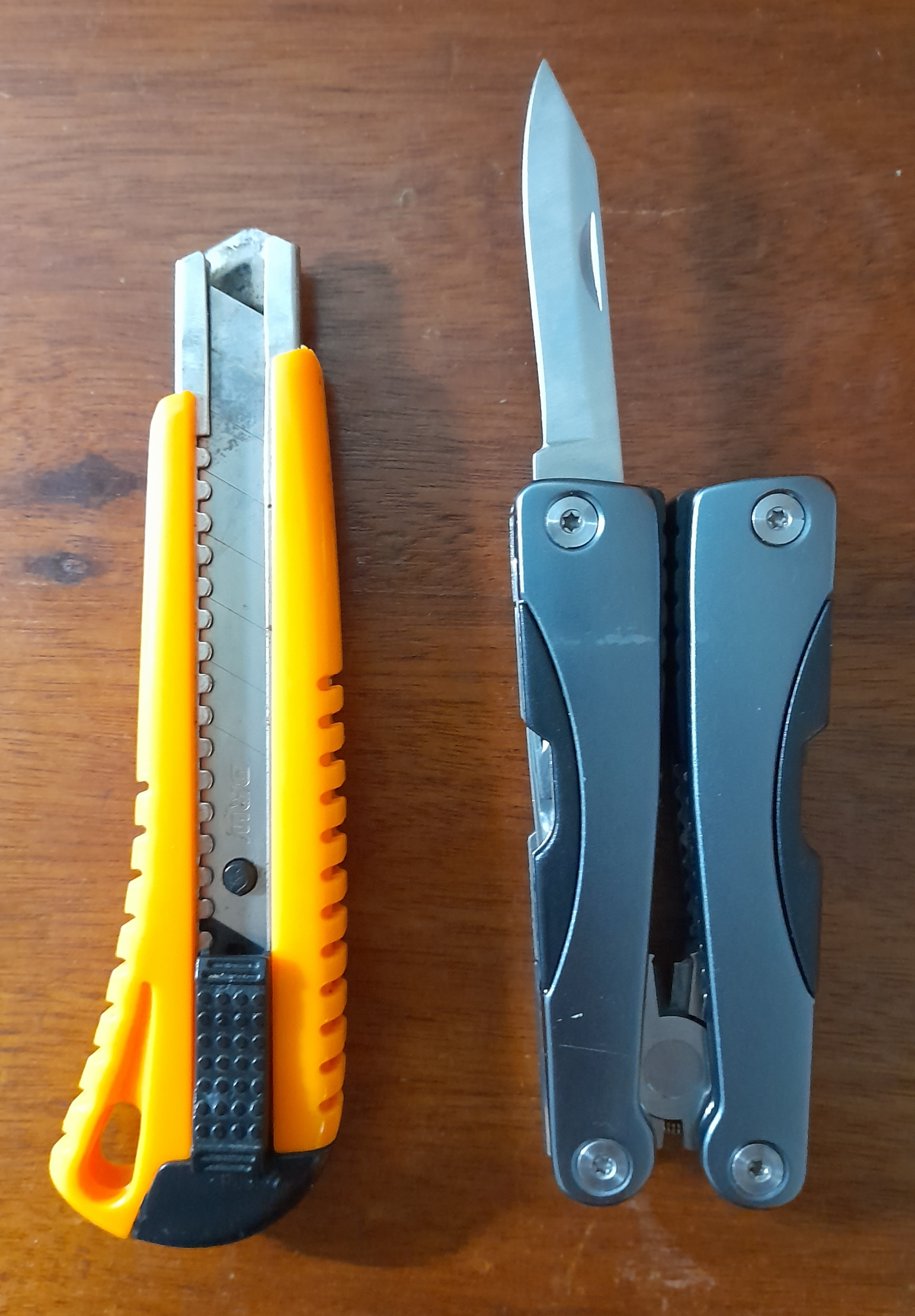
Estilete

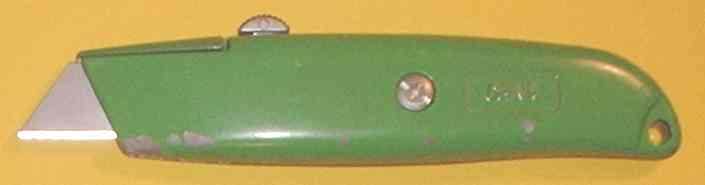
En mattkniv.

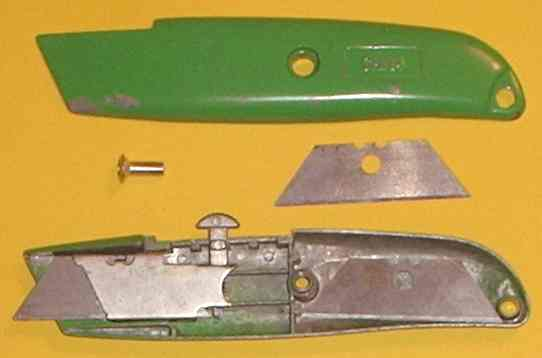
Samma mattkniv isärplockad för bladbyte.

En mattkniv är en kniv med utbytbart, ofta trapetsformat blad.
Höljet är oftast i metall, men plast kan förekomma. Genom att montera isär knivens halvor kan man vända på bladet eller byta ut det (på många modeller behöver man en skruvmejsel för demontering och montering). Extra blad kan ibland förvaras inne i knivens bakre ände.
Mattknivar är särskilt lämpade att skära linoleum- eller plastgolvmattor med men används även inom andra hantverk och hobbyer. De är generellt robustare och stabilare än brytbladsknivar, men också mindre smidiga. Flera typer av blad finns för olika ändamål, bland annat ett krokformat blad för att lätt skära mattor och takpapp.